# Skaraborgs regementes detachement på Gotland
Skaraborgs regementes detachement på Gotland eller 18. stridsgruppen (18. SG) var ett pansarförband inom svenska armén som verkade åren 2016–2019. Förbandsledningen var förlagd i Visby garnison i Visby.

## Historik
Vid försvarsbeslutet 2015 beslutades att Gotland åter skulle få ett permanent förband. Detta efter att gamla Gotlands regemente (P 18) avvecklades genom försvarsbeslutet 2004 och ön i stora drag avmilitariserades. Anledningen till att ön åter får ett militärt förband är konflikten i Ukraina, samt den pågående militära upprustning i Ryssland. Stridsgruppen var planerad att omfatta två kompanier, ett stridsvagnskompani bestående av Stridsvagn 122, ett mekaniserat skyttekompani bestående av Stridsfordon 90, samt stabs- och understödsenheter. Efter försvarsbeslutet ansåg kritiker att ett kompani på Gotland inte var tillräckligt, vilket föranledde att kompaniet inofficiellt kom att kallas för "kamikaze-kompaniet", med syfte på just Kamikaze och stridsgruppens storlek jämfört med en angripare.
Stridsgruppen kom vid bildandet 2016 verka som ett detachement till Skaraborgs regemente (P 4), vilka även kom att vara huvudman för utbildningen av stridsgruppens personal. Personalkadern beräknades inledningsvis uppgå till 180 heltidstjänster. Klockan 07.00 den 14 september 2016 meddelade Försvarsmakten att man beslutat att gruppera förband permanent på Gotland. Det medförde att Försvarsmaktens operativa reserv, efter en beredskapskontroll på Gotland, kom att kvarstå på Gotland, i väntan på att 18. stridsgruppen skulle etableras på Gotland i mitten av 2017. Stridsgrupp Gotland var från början planerad att etableras på Gotland den 1 januari 2018, ett datum som nu reviderades till den 1 juli 2017. Mellan september 2016 och juni 2017 roterades den militära styrkan av förband från Skaraborgs regemente, Södra skånska regementet, Norrbottens regemente, Livgardet, Göta ingenjörregemente och Amfibieregementet.
Den 27 juni 2017 anlände stridsgruppen till Gotland, efter att den utbildats i Skövde garnison. Efter att stridsfordonen rullade av eftermiddagsfärjan, åkte stridsgruppen ett varv runt Visby innan de gav sig av till sin provisoriska förläggning vid Tofta skjutfält.
I regeringens höstbudget 2017 beslutades att stridsgruppen skulle överföras från Skaraborgs regemente till det nybildade Gotlands regemente (P 18). Det nya Gotlands regemente, som är en ny organisationsenhet inom Försvarsmakten, delar namn och beteckning med det sedan 2004 upplösta och avvecklade Gotlands regemente (P 18). Den 17 november 2017 genomfördes en inflyttningsceremoni där arméchef generalmajor Karl Engelbrektson förklarade stridsgruppen officiellt grupperad och fullt operativ.
Den 31 december 2019 upplöstes Stridsgrupp Gotland eller 18. stridsgruppen som ett detachement till Skaraborgs regemente (P 4). Från den 1 januari 2020 bildades istället 181. pansarbataljonen ingående i Gotlands regemente (P 18).

## Ingående enheter
Detachementet utgjordes av fyra kompanier och hade en personalkader på cirka 300 soldater, av vilka cirka hälften är heltidsanställda. Stridsvagnskompaniet bestod av kontrakterade soldater, vilka skulle flygas in till ön vid behov. Övriga kompanier i kom i stort att bemannas av den heltidsanställda personalen. Under 2018 kom detachementet att förstärkas med två plutoner luftvärnskanonvagn 9040, vilka då gav detachementet förmåga att bekämpa lågflygande luftfarkoster.
- 180. stabskompaniet – Havdhems kompani [b]
- 181. pansarskyttekompaniet – Roma kompani [c]
- 183. stridsvagnskompaniet – Lärbro kompani [d]
- 185. trosskompaniet – Garde kompani [e]

## Förläggningar och övningsplatser
Detachementet var från hösten 2017 förlagd till ett nyuppfört förläggningsområde i Visby, vilket uppfördes av Fortifikationsverket på uppdrag av Försvarsmakten. Förläggningen uppfördes inom Tofta skjutfält, cirka 500 meter väster om Toftavägen, till en planerad kostnad av 780 miljoner kronor. Detta kan jämföras med att Gotlands regementes före detta kasernetablissement såldes för 40 miljoner kronor efter att regementet hade avvecklats.
Fastigheterna inom det nya området har av arkitekten presenterats som kamouflerade enplanshus. I syfte att smälta in i omgivningen, har inspiration hämtats från de nyuppförda fastigheterna inom Gotlands kustartilleriregementes före detta område i Fårösund. Anläggningen är planerad att vara funktionell, modern, ta hänsyn till miljön och drivas med solel. De permanenta byggnaderna uppförs etappvis, och beräknas stå helt klara åren 2020–2021.
När stridsgruppen anlände till Gotland den 27 juni 2017, förlades den till ett provisoriskt barackläger på Tofta skjutfält. Baracklägret påbörjades uppföras våren 2017 och var planerat att vara helt klart till den 19 september 2017. Lägret bestod av ett 100-tal barackmoduler som tidigare använts vid Wisbygymnasiet i Visby.
I samband med den inflyttningsceremoni som genomfördes den 17 november 2017, överlämnade Fortifikationsverket en nyuppförd kontorsbyggnad till stridsgruppen, vilka samtidigt flyttade officiellt in i dess tillfälliga lokaler på Tofta skjutfält. Det i väntan på att det nya garnisonsområdet ska stå färdigt att tas i bruk 2020.

## Heraldik och traditioner
Stridsgrupp Gotland, vilken var underställd Skaraborgs regemente, förde samma heraldiska vapen som just Skaraborgs regemente. Dock var vissa traditioner hämtade från Gotlands regemente (P 18), som till exempel stridsgruppens beteckning "18" samt kompaninamnen.
Den 22 juni 2016 överlämnade chefen för Skaraborgs regemente, Fredrik Ståhlberg, en ny fana till chef för 18. stridsgruppen, Stefan Pettersson. Fanan är baserad utifrån blasoneringen till Skaraborgs regementes fana, men med tillägg av Gotlands vädur samt romerska siffran III. Siffran symboliserade att detachementet utgjorde Skaraborgs regemente tredje bataljon. Vid samma tillfälle överlämnades kompanistandar till gruppens kompanier, vilka tilldelades Havdhem, Roma, Lärbro och Garde kompani, där samtliga bär färgerna från Gotlands regemente.

## Förbandschefer
Den 24 september 2015 meddelade Försvarsmakten att överstelöjtnant Stefan Pettersson skulle tillträda den 1 november 2015 som första chef för Gotlands stridsgrupp. Pettersson kom närmast från en civil tjänst som enhetschef inom Pensionsmyndigheten, men har en militärbakgrund från Gotlands regemente (P 18).
- 2015–2019: Överstelöjtnant Stefan Pettersson

## Namn, beteckning och förläggningsort
| 18. stridsgruppen | 2016-01-01 | – | 2019-12-31 |

| 18. SG | 2016-01-01 | – | 2019-12-31 |

| Skövde garnison (F) | 2016-01-01 | – | 2017-06-26 |
| Visby garnison (F)  | 2017-06-27 | – | 2019-12-31 |
| Tofta skjutfält (Ö) | 2017-07-01 | – | 2019-12-31 |